# Robert Nearn

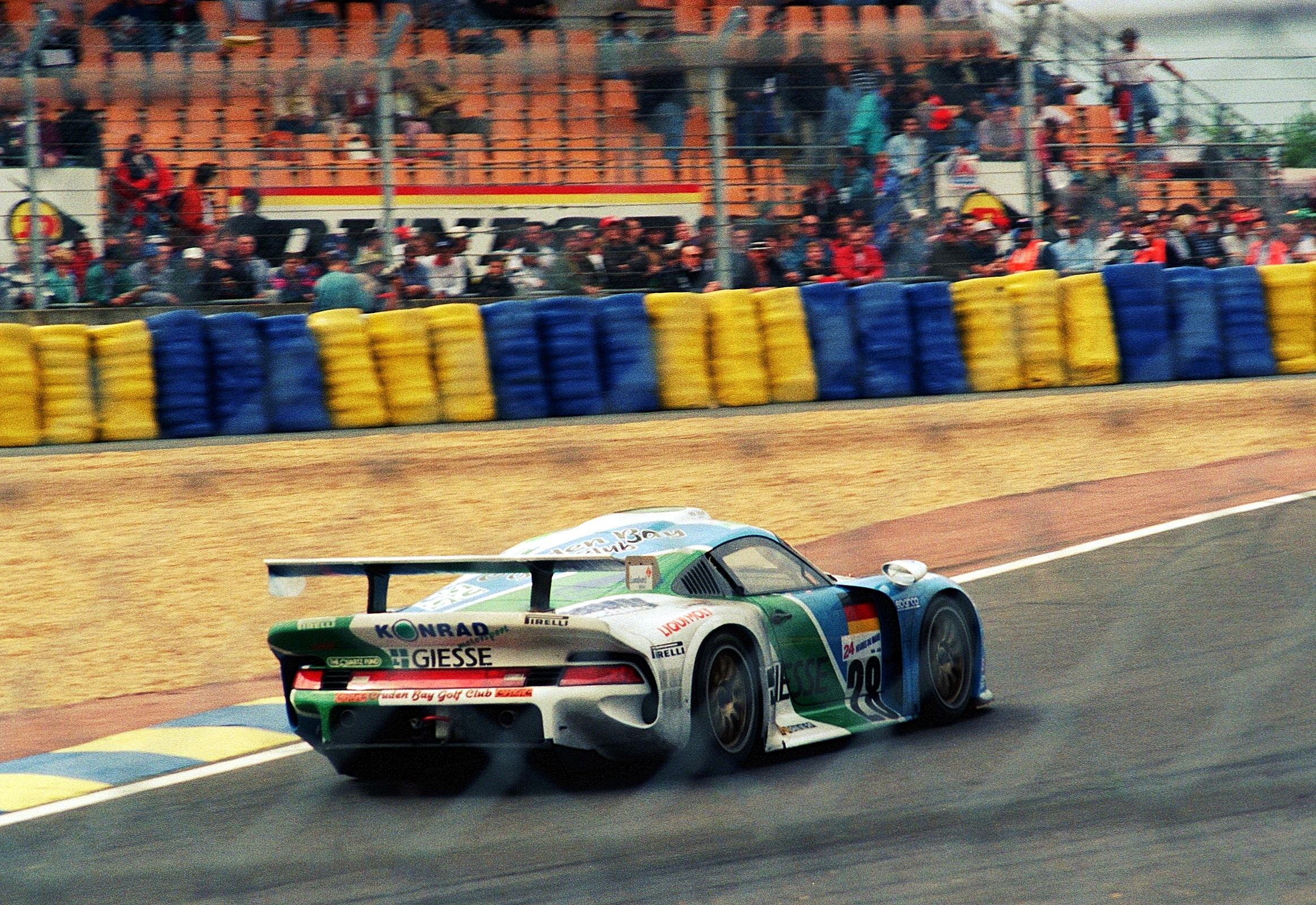
Der Porsche 911 GT1 von Franz Konrad, Mauro Baldi und Robert Nearn beim 24-Stunden-Rennen von Le Mans 1997

Robert Francis Nearn (* 24. April 1967 in London) ist ein ehemaliger britischer Autorennfahrer. 

## Karriere im Motorsport
Robert Nearn ist der Sohn von Graham Nearn, dem Gründer von Caterham Cars. Er bestritt ab 1994 GT- und Sportwagenrennen. Seinen ersten Einsatz bei einem internationalen Rennen hatte er beim 24-Stunden-Rennen von Daytona 1994, das er an der 18. Stelle der Gesamtwertung beendete.  1996 gab er auf einem Porsche 911 GT2 sein Debüt beim 24-Stunden-Rennen von Le Mans und beendete das Rennen an der 14. Stelle der Gesamtwertung. Insgesamt war er viermal in Le Mans und ebenso oft beim 12-Stunden-Rennen von Sebring am Start. 
In den 2010 fuhr er vor allem in der Grand-Am Sports Car Series und ist seit 2012 regelmäßiger Starter der Blancpain Endurance Series.

## Statistik

### Le-Mans-Ergebnisse
| Jahr | Team                  | Fahrzeug            | Teamkollege     | Teamkollege                  | Platzierung | Ausfallgrund         |
| ---- | --------------------- | ------------------- | --------------- | ---------------------------- | ----------- | -------------------- |
| 1996 | New Hardware Racing   | Porsche 911 GT2     | Bill Farmer     | Greg Murphy                  | Rang 14     |                      |
| 1997 | Konrad Motorsport     | Porsche 911 GT2     | Franz Konrad    | Mauro Baldi                  | Ausfall     | Bruch der Aufhängung |
| 1998 | Roock Racing          | Porsche 993 GT2     | Claudia Hürtgen | Michel Ligonnet              | Rang 17     |                      |
| 2004 | Freisinger Motorsport | Porsche 911 GT3 RSR | Nikolai Fomenko | Alexei Igorewitsch Wassiljew | Ausfall     | Unfall               |

### Sebring-Ergebnisse
| Jahr | Team              | Fahrzeug            | Teamkollege      | Teamkollege  | Platzierung | Ausfallgrund |
| ---- | ----------------- | ------------------- | ---------------- | ------------ | ----------- | ------------ |
| 1997 | Rohr Corp.        | Porsche 911 GT2 Evo | Andy Pilgrim     | Jochen Rohr  | Rang 7      |              |
| 1998 | Larry Schumacher  | Porsche 911 GT2     | Larry Schumacher | John O’Steen | Rang 9      |              |
| 1999 | Schumacher Racing | Porsche 911 GT2     | Larry Schumacher | John O’Steen | Ausfall     | Defekt       |
| 2003 | Konrad Motorsport | Saleen S7-R         | Franz Konrad     | Toni Seiler  | Rang 28     |              |